# Kula (Ritual)

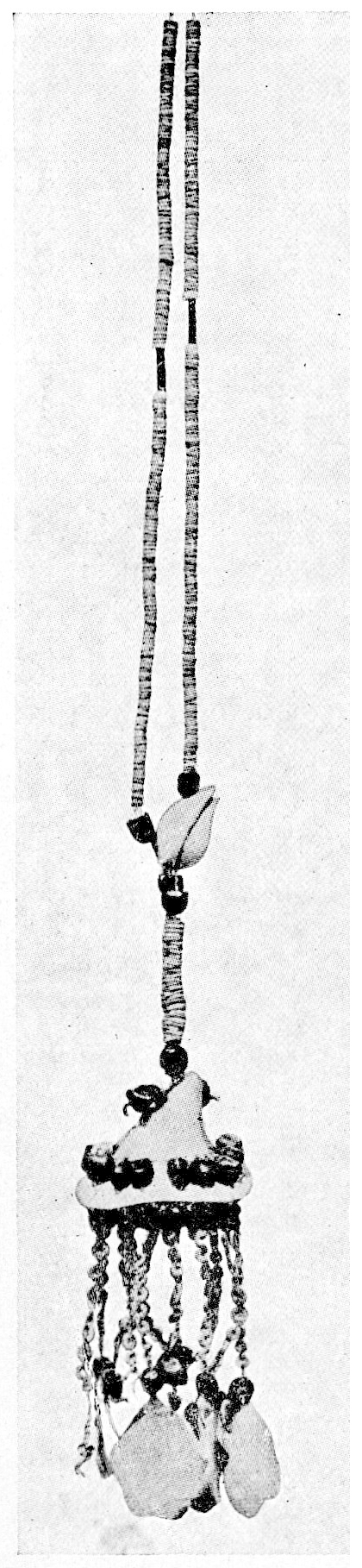
Eine soulava-Halskette

Als Kula oder Kula-Ring bezeichnet die Ethnologie (Völkerkunde) ein rituelles Gabentausch-System mit verzögerter Gegenseitigkeit bei den Bewohnern der pazifischen Trobriand-Inseln. Diese melanesischen Inseln sind fast kreisförmig angeordnet, zwischen ihnen werden im Uhrzeigersinn soulava getauscht, Halsketten aus kleinen roten Muschelplättchen. In die andere Richtung, gegen den Uhrzeigersinn (im Mühlensinn), werden mwali getauscht, Armbänder aus einem weißen Muschelring. Die einzelnen Ketten und Reife haben heiligen Charakter mit einer jeweils eigenen mündlich überlieferten Geschichte. Alle Gaben müssen nach einiger Zeit weitergetauscht werden.

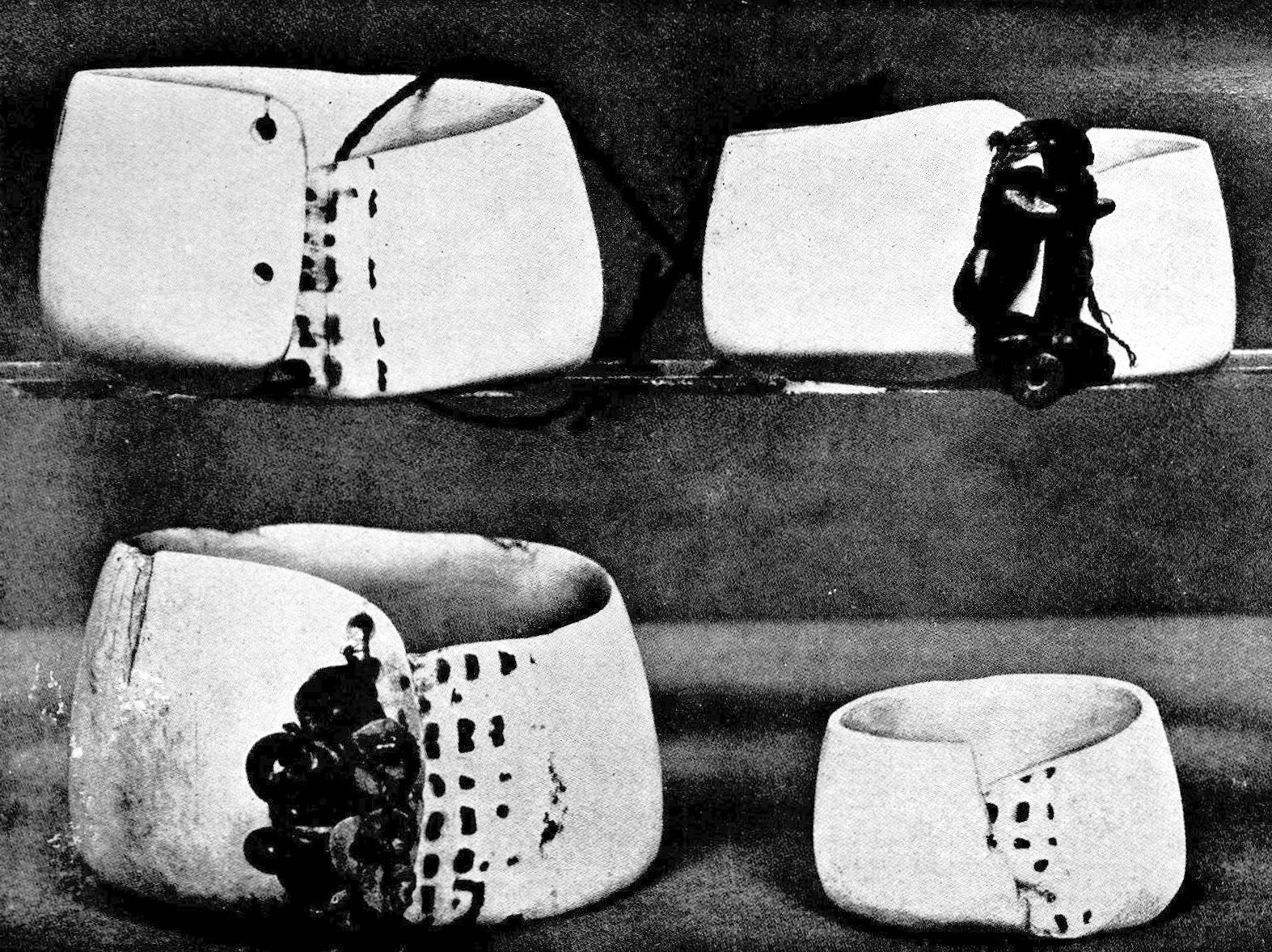
Vier mwali-Armbänder

Das Wort Kula bedeutet ein rituelles Tausch- und Prestigeobjekt ohne unmittelbaren Nutzen für den Empfänger. Mit dem Erhalt einer Gabe ist die Verpflichtung verbunden, innerhalb eines bestimmten Zeitraumes dem Gebenden etwas Entsprechendes zu schenken. Die soziale Funktion dieses komplexen, nicht gewinnorientierten Austauschhandels besteht darin, die sozialen Bande zwischen den herrschaftsfrei miteinander verbundenen Trobriandern zu verstärken und realen Gütertausch rituell zu begleiten. Geber und Nehmer stehen dabei in einer ständigen (vererbbaren) Position des Gastfreundes zueinander.
Weil die Bootsfahrten zwischen den weit entfernten Inseln nicht ungefährlich waren, konnte das System junge Männer dazu motivieren, Navigationswissen zu erwerben, um beim Ringtausch besonderes Prestige zu erwerben. Dies bildete einen Anreiz, den Kontakt zwischen den Inseln dauerhaft aufrechtzuerhalten und hatte den Nebeneffekt der Inzest- und Endogamievermeidung.

## Malinowskis Erkenntnis über nicht gewinnorientierte Wirtschaften
Die Feldforschung des polnischen Sozialanthropologen Bronisław Malinowski auf den Trobriand-Inseln, insbesondere sein Buch Argonauten des westlichen Pazifik (1922) dokumentierte das Kula-Ring-System und beschrieb das komplexe Netzwerk rituellen Gabentauschs ohne unmittelbare Gewinnorientierung. Seine  Beobachtungen widerlegten die Annahme, dass wirtschaftliches Handeln universell auf Profitmaximierung ausgerichtet sei, und zeigten, dass ökonomische Aktivitäten tief in sozialen und kulturellen Kontexten eingebettet sein können.  Malinowskis Arbeit beeinflusste die Wirtschaftsethnologie und das westliche ökonomische Denken, indem sie alternative Wirtschaftsformen aufzeigte, die auf Reziprozität und sozialen Bindungen basieren.

## Marcel Mauss’ Werk Die Gabe (1924)
Der französische Ethnologe Marcel Mauss vertiefte die Thematik des Gabentauschs in seinem Werk Die Gabe (1924). Er analysierte, wie in verschiedenen Kulturen Geschenke nicht nur materielle Objekte, sondern Träger sozialer Verpflichtungen und Beziehungen sind. Mauss’ interkulturelle Vergleiche betonten, dass solche Austauschsysteme zentrale soziale Funktionen erfüllen und nicht primär auf wirtschaftlichen Nutzen ausgerichtet sind (siehe auch Schenkökonomie).

## Bedeutung der teilnehmenden Beobachtung
Malinowskis Methode der Teilnehmenden Beobachtung war entscheidend für das Verständnis des Kula-Ringes. Durch langfristigen Aufenthalt und aktive Teilnahme am Alltag der Trobriander konnte er Einsichten gewinnen, die durch bloße Interviews nicht möglich gewesen wären. Diese Methodik wurde zum Standard in der Ethnologie und ermöglichte ein tieferes Verständnis komplexer sozialer Systeme.
Die deutsche Ethnologin Susanne Kuehling untersuchte die Praxis des Kula-Austauschs auf den D’Entrecasteaux-Inseln.